# مارتن سميث (لاعب كرة قدم بريطاني)
مارتن سميث (بالإنجليزية: Martin Smith)‏ هو لاعب كرة قدم بريطاني في مركز الوسط، ولد في 2 أكتوبر 1995 في سندرلاند في المملكة المتحدة. لعب مع نادي غيتزهد.

## وصلات خارجية
- مارتن سميث (لاعب كرة قدم بريطاني) على موقع قاعدة بيانات كرة القدم.إي يو (الإنجليزية)
- مارتن سميث (لاعب كرة قدم بريطاني) على موقع Soccerbase.com (لاعب) (الإنجليزية)
- مارتن سميث (لاعب كرة قدم بريطاني) على موقع Soccerway.com (الإنجليزية)
- مارتن سميث (لاعب كرة قدم بريطاني) على موقع AS.com (الإسبانية)